# Energía solar en Carolina del Norte
La energía solar en Carolina del Norte ha aumentado rápidamente, pasando de menos de 1 MW (megavatios) en 2007 a aproximadamente 1437 MW en 2015, y tiene la segunda capacidad instalada más grande de los estados de EE. UU. SunEdison construyó una granja solar de 17,2 megavatios en el condado de Davidson. Otros contratistas de energía solar prominentes en Carolina del Norte incluyen Strata Solar, Baker Renewable Energy y Cypress Creek Renewables.
Debido a la disminución de los costos del panel solar, una subvención federal del 30 por ciento conocida como una subvención 1603 estaba disponible hasta el 31 de diciembre de 2011, y un crédito fiscal del 30 por ciento está disponible hasta 2019 (disminuyendo al 10% para 2022). El crédito fiscal federal se suma a los incentivos locales y paga el costo de la instalación, que puede ser transferido si se deben menos impuestos ese año. La diferencia entre una deducción de impuestos y un crédito fiscal es sustancial, ya que una deducción depende de su tasa de impuestos para determinar sus ahorros, pero un crédito fiscal está directamente disponible para pagar el costo de la instalación. Una estimación de 2012 indicó que generador solar estándar de 5 kW se pagaría solo en 6 años y, posteriormente, generaría una ganancia sustancial. Además de los incentivos federales, el estado tiene un Estándar de cartera renovable del 12,5% para 2021 y un crédito fiscal estatal de energía renovable, ambos de los cuales se han acreditado con el impulso de las instalaciones solares.
Un artículo de la revista Smithsonian de 2018 describió a Carolina del Norte como el líder nacional en el "fenómeno del pastor solar"   –   combinando la cría de ovejas con plantas de energía solar para reducir los altos costos de la poda de pasto.
| Año  | Total (MW) | Instalado (MW) | % Cambio |
| ---- | ---------- | -------------- | -------- |
| 2007 | 0.7        |                |          |
| 2008 | 4.7        | 4              | 571%     |
| 2009 | 12.5       | 7.8            | 166%     |
| 2010 | 40.0       | 28.7           | 220%     |
| 2011 | 85.5       | 45.5           | 114%     |
| 2012 | 207.9      | 122.4          | 143%     |
| 2013 | 469.0      | 261.1          | 126%     |

Fuente: NREL

## Actualmente en funcionamiento
Las siguientes tablas muestran algunos de los principales proyectos de energía solar que actualmente operan en Carolina del Norte (NC).

### Dominion Energy
| Nombre          | Ubicación             | MW   | Estado actual                                                                                         | Módulos PV | Huella (hectáreas) |
| --------------- | --------------------- | ---- | --- | ---------- | ------------------ |
| Clipperton      | Condado de Sampson    | 5    | Operativo a partir de 2017                                                                            | 56,640     | 28.52              |
| Fremont         | Wayne County          | 5    | Operativo a partir de 2017                                                                            | 21,128     | 29.76              |
| Gutenberg Solar | Norhampton County     | 79.9 | Para ser adquirido a mediados de 2019. <br> Se espera que entre en funcionamiento a mediados de 2019. | 279,552    | 1.126              |
| IS37            | Condado de Anson      | 79   | Operativo a partir de 2017                                                                            | 344,056    | 550                |
| Amarres 2       | Condado de Lenoir     | 5    | Operativo a partir de 2017                                                                            | 58,400     | 36                 |
| Morgans Corner  | Condado de Pasquotank | 20   | Operativo a partir de 2015                                                                            | 81.054     | 110                |
| Mustang Solar   | Moore County          | 5    | Se espera que entre en funcionamiento en el segundo trimestre de 2018.                                | 21,300     | 30                 |
| Pecan Solar     | Norhampton County     | 74.9 | Para ser adquirido a finales de 2018 <br> Se espera que entre en funcionamiento a finales de 2018     | 927,180    | 1.158              |
| Pikeville       | Wayne County          | 5    | Operativo a partir de 2017                                                                            | 56,640     | 30                 |
| Summit Farms    | Condado de Currituck  | 60   | Operativo a partir de 2016                                                                            |            | 650                |
| Wakefield Solar | Condado de Wake       | 5    | Operativo a diciembre de 2017.                                                                        | 22,300     | 30                 |

### Duke Energy
| Nombre                            | Ubicación            | MW   | Construcción terminada | PV Módulos | Casas con motor | Comprador de electricidad (offtaker)                        |
| --------------------------------- | -------------------- | ---- | ---------------------- | ---------- | --------------- | ----------------------------------------------------------- |
| Battleboro Solar                  | Edgecombe County     | 5    | 2015-04                | 23,300     |                 | Dominion Poder de Carolina del Norte                        |
| Bethel Tasa Solar                 | Pitt County          | 5    | 2013-12                | 23,000     | 1,000           | Dominion Poder de Carolina del Norte                        |
| Socios capitales, Fase I          | Elizabeth City       | 20   | 2014-12                | 93,000     |                 | George Washington UniversityAmerican UniversityGWU Hospital |
| Socios capitales, Fase II         | KelfordWhitakers     | 33.5 | 2015-12                | 147,300    |                 | George Washington UniversityAmerican UniversityGWU Hospital |
| Conetoe II                        | Condado de Edgecombe | 80   | 2015-09                | 375,000    |                 | Lockheed-Martin (38%)Corning (62%)                          |
| Creswell Solar                    | Washington County    | 14   | 2015-02                | 66,500     |                 | Dominion Poder de Carolina del Norte                        |
| Davie Solar                       | Condado de Davie     | 29   | 2017                   | 63,308     |                 |                                                             |
| Dogwood Solar                     | Halifax County       | 20   | 2013-12                | 93,000     |                 |                                                             |
| El gato montés de Everett Solar   | Martin County        | 5    | 2014-12                | 23,300     |                 | Dominion Poder de Carolina del Norte                        |
| Halifax Proyecto de Poder solar   | Roanoke Rapids       | 20   | 2014-12                | 100,000    | 3,500           | Dominion Poder de Carolina del Norte                        |
| La santidad Solar                 | Murphy               | 1    | 2011-11                | 4,242      | 200             | Autoridad de Valle del Tennessee                            |
| Martins El riachuelo Solar        | Murphy               | 1    |                        | 4,400      | 150             | Autoridad Valle del Tennessee                               |
| Millfield Solar                   | Beaufort County      | 5    | 2013-11                | 27,450     | 1,000           | Carolina del Norte Agencia de Poder Municipal Oriental      |
| Monroe Solar                      | Condado de unión     | 60   | 2017                   |            | 10,000          |                                                             |
| Murfreesboro Solar                | Murfreesboro         | 5    | 2011-12                | 19,960     | 700             | Carolina del Norte Empresa de Afiliación Eléctrica          |
| Shawboro Solar                    | Currituck Condado    | 20   | 2015-12                | 95,000     |                 | Dominion Poder de Carolina del Norte                        |
| Shelby Solar                      | Shelby               | 1    | 2010-05                | 4,522      | 140             | Carolina del Norte Agencia de Poder Municipal Oriental      |
| Sunbury Solar                     | Gates Condado        | 5    | 2015-08                | 23,000     |                 | Dominion Poder de Carolina del Norte                        |
| Taylorsville Solar                | Taylorsville         | 1    | 2010-10                | 4,224      | 150             | EnergyUnited                                                |
| Tarboro Solar                     | Edgecombe Condado    | 5    | 2015-04                | 23,000     |                 | Dominion Poder de Carolina del Norte                        |
| Aeropuerto de Washington Solar    | Beaufort Condado     | 5    | 2013-12                | 23,000     | 1,000           | Carolina del Norte Agencia de Poder Municipal Oriental      |
| Washington el correo Blanco Solar | Beaufort Condado     | 12.5 | 2012-12                | 53,000     | 3,000           | Carolina del Norte Agencia de Poder Municipal Oriental      |
| Wingate Solar                     | Murphy               | 1    | 2011-08                | 4,340      | 200             | Autoridad de Valle del Tennessee                            |
| Windsor Cooper Cerro Solar        | Bertie Condado       | 5    | 2013                   | 23,000     | 1,000           | Dominion Poder de Carolina del Norte                        |

Nota: las fechas de finalización de la construcción son año-mes.
| Nombre                   | Ubicación             | MW    | Construcción terminada | Módulos fotovoltaicos | Casas motorizado |
| ------------------------ | --------------------- | ----- | ---------------------- | --------------------- | ---------------- |
| Campamento Lejeune Solar | Condado de Onslow     | 17.25 | 2017-03                | 55,000                |                  |
| Elm City Solar           | Condado de Wilson     | 40    | 2016-06                | 487,000               | 7,000            |
| Fayetteville Solar       | Condado de Cumberland | 23    | 2015-12                | 105,000               |                  |
| Varsovia solar           | Condado de Duplin     | 75    | 2016-06                | 850,000               | 13,000           |

## Generación
Utilizando los datos disponibles en la publicación anual de energía eléctrica 2017  de la Agencia de Información de Energía de los EE.UU. y en el "Navegador de datos mensual de energía eléctrica", la siguiente tabla resume la postura de la energía solar de Carolina del Norte.
El factor de capacidad para cada año se calculó a partir de la capacidad de verano de fin de año. Los datos de 2018 son de Electric Power Monthly y están sujetos a cambios.
| Año  | Instalaciones | Capacidad de verano (MW) | Energía eléctrica (GWh o M). kWh) | Factor de capacidad | Crecimiento anual de la capacidad de generación. | Crecimiento anual de energía producida. | % de energía eléctrica renovable NC | % de energía eléctrica generada por NC | % de energía solar solar de Estados Unidos |
| ---- | ------------- | ------------------------ | --------------------------------- | ------------------- | ------------------------------------------------ | --------------------------------------- | ----------------------------------- | -------------------------------------- | ------------------------------------------ |
| 2018 | 523           | 3982                     | 6997                              | 0.201               | 18.7%                                            | 25.4%                                   | 53.5%                               | 5.2%                                   | 10.5%                                      |
| 2017 | 481           | 3355                     | 5579                              | 0.190               | 37.7%                                            | 63.1%                                   | 51.6%                               | 4.3%                                   | 10.5%                                      |
| 2016 | 411           | 2437                     | 3421                              | 0.16                | 69.6%                                            | 149%                                    | 32.9%                               | 2.6%                                   | 9.5%                                       |
| 2015 | 262           | 1436.8                   | 1374                              | 0.11                | 112.5%                                           | 88.5%                                   | 15.8%                               | 1.07%                                  | 5,5%                                       |
| 2014 |               | 676                      | 729                               | 0.123               | 103%                                             | 111%                                    | 9.10%                               | 0.60%                                  | 4.10%                                      |
| 2013 | 84            | 333.2                    | 345                               | 0.176               | 190.8%                                           | 148.2%                                  | 3.5%                                | 0.27%                                  | 3,82%                                      |
| 2012 | 38            | 114.6                    | 139                               | 0.199               | 156.4%                                           | 717.7%                                  | 2.16%                               | 0.12%                                  | 3,21%                                      |
| 2011 | 15            | 44.7                     | 17                                | 0.049               | 27.7%                                            | 54.6%                                   | 0.27%                               | 0.01%                                  | 0.94%                                      |
| 2010 | 9             | 35                       | 11                                | 0.066               | 1067%                                            | 120%                                    | 0.16%                               | 0.01%                                  | 0.91%                                      |
| 2009 | 3             | 3                        | 5                                 | 0.190               | 0%                                               | 150%                                    | 0.07%                               | 0.00%                                  | 0,56%                                      |
| 2008 | 3             | 3                        | 2                                 | 0.152               | 0%                                               | 0%                                      | 0.04%                               | 0.00%                                  | 0.23%                                      |
| 2007 | 0             | 0                        | 0                                 | 0                   | 0%                                               | 0%                                      | 0.00%                               | 0.00%                                  | 0.00%                                      |

| Generación solar NC (GWh, millones de kWh) | Generación solar NC (GWh, millones de kWh) | Generación solar NC (GWh, millones de kWh) | Generación solar NC (GWh, millones de kWh) | Generación solar NC (GWh, millones de kWh) | Generación solar NC (GWh, millones de kWh) | Generación solar NC (GWh, millones de kWh) | Generación solar NC (GWh, millones de kWh) | Generación solar NC (GWh, millones de kWh) | Generación solar NC (GWh, millones de kWh) | Generación solar NC (GWh, millones de kWh) | Generación solar NC (GWh, millones de kWh) | Generación solar NC (GWh, millones de kWh) | Generación solar NC (GWh, millones de kWh) |
| Año                                        | ene                                        | feb                                        | mar                                        | abr                                        | May                                        | jun                                        | jul                                        | ago                                        | Sep                                        | oct                                        | nov                                        | dic                                        | Total                                      |
| ------------------------------------------ | ------------------------------------------ | ------------------------------------------ | ------------------------------------------ | ------------------------------------------ | ------------------------------------------ | ------------------------------------------ | ------------------------------------------ | ------------------------------------------ | ------------------------------------------ | ------------------------------------------ | ------------------------------------------ | ------------------------------------------ | ------------------------------------------ |
| 2011                                       |                                            |                                            |                                            |                                            |                                            |                                            |                                            |                                            |                                            |                                            |                                            |                                            | 17                                         |
| 2012                                       | 2                                          | 2                                          | 4                                          | 6                                          | 6                                          | 6                                          | 9                                          | 7                                          | 9                                          | 17                                         | 23                                         | 48                                         | 139                                        |
| 2013                                       | 10                                         | 17                                         | 24                                         | 21                                         | 32                                         | 34                                         | 34                                         | 32                                         | 36                                         | 40                                         | 30                                         | 35                                         | 345                                        |
| 2014                                       | 31                                         | 41                                         | 56                                         | 58                                         | 74                                         | 67                                         | 69                                         | 75                                         | 68                                         | 88                                         | 49                                         | 54                                         | 729                                        |
| 2015                                       | 63                                         | 52                                         | 95                                         | 110                                        | 160                                        | 151                                        | 167                                        | 156                                        | 109                                        | 100                                        | 76                                         | 135                                        | 1374                                       |
| 2016                                       | 168                                        | 175                                        | 348                                        | 300                                        | 265                                        | 320                                        | 336                                        | 448                                        | 328                                        | 254                                        | 182                                        | 298                                        | 3421                                       |
| 2017                                       | 205                                        | 249                                        | 440                                        | 481                                        | 604                                        | 661                                        | 605                                        | 574                                        | 566                                        | 530                                        | 339                                        | 325                                        | 5579                                       |
| 2018                                       | 358                                        | 414                                        | 533                                        | 660                                        | 724                                        | 841                                        | 735                                        | 756                                        | 675                                        | 555                                        | 409                                        | 337                                        | 6997                                       |

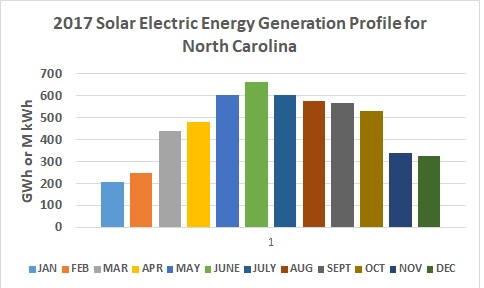
Perfil de generación de energía solar en Carolina del Norte 2017

A partir del año de datos de 2014, la Administración de Información de Energía (EIA) ha estimado la generación generación distribuida de energíasolar fotovoltaica y la capacidad distribuida de energía solar fotovoltaica. Estas evaluaciones no a nivel de utilidad evalúan que Carolina del Norte generó las siguientes cantidades de energía solar adicional:
| Año  | Capacidad de verano (MW) | Energía eléctrica (GWh o M). kWh) |
| ---- | ------------------------ | --------------------------------- |
| 2018 | 140.1                    | 212                               |
| 2017 | 114.9                    | 186                               |
| 2016 | 109.7                    | 167                               |
| 2015 | 71.7                     | 84                                |
| 2014 | 56.8                     | 72                                |

## Iniciativa Duke Energy 2014
El 15 de septiembre de 2014, Duke Energy comprometió US $ 500 millones para una expansión de la energía solar en Carolina del Norte. Los proyectos anunciados incluyen:
- Instalación solar de Varsovia (65 MW) - Condado de Duplin, desarrollado por Strata Solar. Esta fue programada para ser la planta fotovoltaica más grande al este del río Mississippi a partir de la fecha del anuncio.
- Instalación solar de Elm City (40 MW) - Condado de Wilson, desarrollada por HelioSage Energy
- Instalación solar de Fayetteville (23 MW) - Condado de Bladen, desarrollada por Tangent Energy Solutions

Además, Duke Energy planea comprar energía de cinco nuevos proyectos:
- 48 MW - Condado de Bladen, desarrollado por Innovative Solar Systems
- 48 MW - Condado de Richmond, desarrollado por FLS Energy
- 20 MW - Condado de Escocia, desarrollado por Birdseye Renewable Energy
- 19 MW - Condado de Cleveland, desarrollado por Birdseye Renewable Energy
- 15 MW - Condado de Beaufort, desarrollado por Element Power US

## Finalizaciones y propuestas 2015.
El 9 de septiembre de 2015, Duke Energy Renewables anunció la finalización de cuatro parques solares con una producción combinada que totaliza 30   MW, además de otras tres fincas en construcción. Estas tres fincas, una vez completadas, producirán un 132 adicional.   MW.
El 22 de septiembre de 2015, Invenergy Clean Power LLC firmó un acuerdo de transferencia para construir y vender la instalación solar Morgans Corner en el condado de Pasquotank a Dominion Energy.
El 14 de diciembre de 2015, Corning anunció que había firmado un Acuerdo de Compra de Energía (PPA) para la electricidad generada por energía solar producida por Duke Energy Renewables en el Conetoe.   II facilidad. Corning comprará el 62.5% de la producción esperada (estimada en 120,300 MWh / año) a partir del primer trimestre de 2016.
El 16 de diciembre de 2015, los líderes del Woodland Town Council rechazaron la granja solar propuesta en el condado de Northampton debido a la oposición local. Una preocupación mencionada en la reunión del consejo fue que "no se produciría la fotosíntesis " alrededor de los paneles instalados y se plantearon preguntas sobre las altas tasas de cáncer en el área, y se citó a un residente que dijo que "nadie podría decirle que los paneles solares no causaron cáncer". ".

## Terminaciones y propuestas 2016 .
En 2016 Duke Energy sumó alrededor de 500 MW de capacidad solar en carolina del norte. Esto incluye 100   MW de las propias empresas comerciales y reguladas de Duke y 400.   MW de proyectos construidos por otros desarrolladores. Esta adición tiene la capacidad de proporcionar electricidad a 105,000 hogares durante el pico de producción. Los planes para 2017 incluyen la adición de alrededor de 400   MW incluyendo la finalización de los 60   MW Monroe granja en el condado de Union.
El 1 de febrero de 2016, Lockheed Martin anunció que había firmado un Acuerdo de Compra de Energía (PPA) para el 37.5% restante de la electricidad generada por energía solar producida por Duke Energy Renewables en el Conetoe II facility.
En abril de 2016, los comisionados del Condado de Currituck denegaron las solicitudes de Ecoplexus para la rezonificación condicional y un permiso de uso para construir una granja solar en el antiguo campo de golf Goose Creek en Gandy.

## Terminaciones y propuestas 2017 .
En 2017 Duke Energy sumó alrededor de 500 MW de capacidad solar en carolina del norte. Esto incluyó la finalización de las instalaciones de Monrow y un 29   Instalación de MW en el condado de Davie.
En marzo de 2017, el Juez Jefe del Tribunal Superior Residente Jerry Tillett confirmó que el Condado de Currituck rechazó la oferta de Ecoplexus para construir una granja solar (Sunshine Farms) en un antiguo campo de golf en Grandy
El 4 de mayo de 2017, Dominion Energy anunció que había planeado comprar un 79   Instalación de energía solar de MW en construcción en el condado de Anson de Cypress Creek Renewables.
El 3 de agosto de 2017, Dominion Energy anunció que había adquirido dos 5   Instalaciones de MW (Fremont en Wayne County y Amarres   2 en el condado de Lenoir) y se espera que compren otros dos 5   Instalaciones de MW (Clipperton en el condado de Sampson y Pikeville en el condado de Wayne) de Strata Solar.
El 19 de diciembre de 2017, un panel de tres jueces del Tribunal de Apelaciones de Carolina del Norte anuló la negativa del Condado de Currituck a la propuesta de Sunshine Farm.

## Terminaciones y propuestas 2018 .

### Dominion Investments
El 10 de enero de 2018, Dominion Energy anunció que invertirían $ 1 billón en su flota solar en Virginia y Carolina del Norte.

### Propuesta de reembolso de Duke Energy
El 22 de enero de 2018, Duke Energy Renewables propuso $ 62.   Programa de reembolso de millones de dólares para clientes residenciales y no residenciales. Fue el primero de los tres programas que Duke propone como parte de la legislación de "Soluciones de energía competitivas para Carolina del Norte", promulgada en 2017 por el gobernador. Roy cooper El programa requiere la aprobación de la Comisión de Servicios Públicos de Carolina del Norte .
| Cliente de electricidad                  | Reembolso elegible    | Reembolso máximo |
| ---------------------------------------- | --------------------- | ---------------- |
| Residencial <br> (10 kilovatios o menos) | 60 centavos por vatio | $ 6,000          |
| No residencial                           | 50 centavos por vatio | $ 50,000         |
| Entidad sin fines de lucro               | 75 centavos por vatio | $ 75,000         |

Los clientes también tendrían la opción de arrendar equipos solares a un tercero.
El 16 de abril de 2018, la Comisión de Servicios Públicos de Carolina del Norte aprobó el programa. Se aplica a los clientes residenciales, no residenciales y sin fines de lucro de Duke Energy que instalaron un sistema solar y un medidor bidireccional en su propiedad a partir del 1 de enero de 2018.

### Condado de Bertie Grounbreaking
El 26 de marzo de 2018, Fifth Third Bank y SunEnergy1 comenzaron a construir una granja solar en Aulander . Se espera que las instalaciones creen al menos 1,000 empleos y generen 194,000 megavatios / hora de electricidad al año.

### Energía recurrente
El 21 de mayo de 2018, Recurrent Energy anunció que había obtenido $ 106   Millones en financiación para construir una instalación de 75 MW cerca de Concord en el condado de Cabarrus .

### Aprobación del Condado de Currituck
En junio de 2018, Ecoplexus recibió un permiso de la Comisión Currituck para construir una granja solar al sur de Grandy, ubicada en el antiguo campo de golf Goose Creek. El permiso permite una instalación de hasta 20 megavatios, y se espera que la construcción comience a fines de este 2018, y se espera que la finalización sea a mediados de 2019.